# Фортунати (Кјети)
Фортунати (итал. Fortunati) је насеље у Италији у округу Кјети, региону Абруцо.
Према процени из 2011. у насељу је живело 94 становника. Насеље се налази на надморској висини од 1070 м.